# Polohy
Polohy (ukrainska: Пологи uttal (fil); ryska: Пологи, Pologi) är en stad i Zaporizjzja oblast i sydöstra Ukraina. Den är administrativt centrum för Polohy rajon. Orten hade år 2021 ungefär 18 400 invånare.